# Клан Макдональд з Кеппоха

Герб вождів клану МакДональд з Кеппоха.

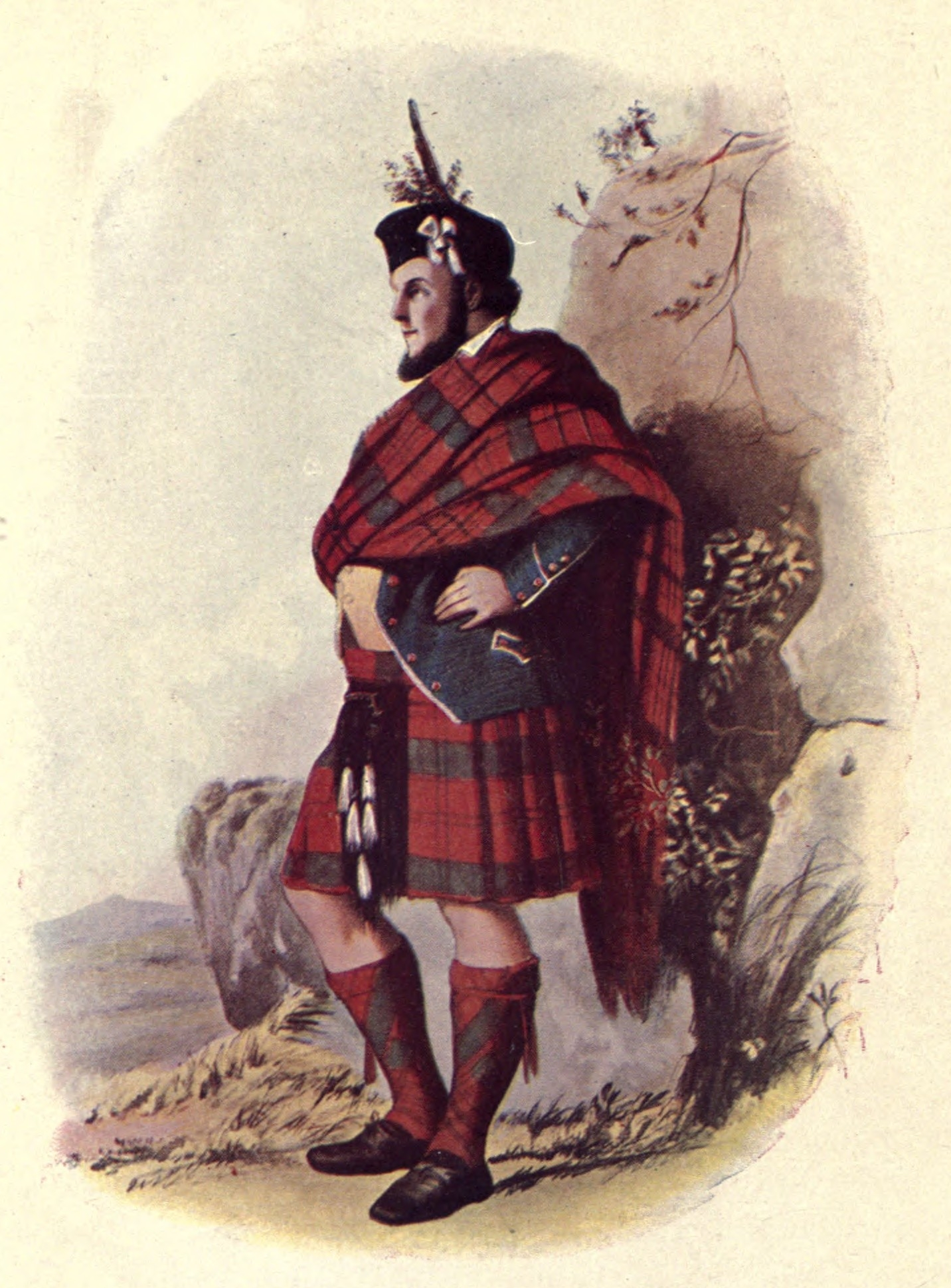
Чоловік з клану МакДональд з Кеппоха у традиційному вбранні. Малюнок художника Р. Р. МакЯна 1845 року.

Клан МакДональд з Кеппоха — (шотл. — Clan MacDonald Keppoch, гельск. - MacDhomhnuill) — один з гірських шотландських кланів. Також відомий як клан Ранальд з Лохабера (шотл. — Clan Ranald Lochaber). Одна з гілок клану Дональд (клан МакДональд).
Гасло клану: "Air Muir 'S Air Tir" - "На суші і на морі" (гельск.)

## Історія клану МакДональд з Кеппоха
Клан МакДональд з Кеппоха походить від чоловіка на ймення Алістайр Каррах МакДональд (шотл. — Alistair Carrach Macdonald). Він був молодшим сином Доброго Джона Островитянина (шотл. — Good John Islay) — лорда Островів, VI вождя клану Дональд (МакДональд) та його дружини Маргарет Стюарт — дочки короля Роберта II Шотландського.
Алістайр Каррах МакДональд брав участь у повстанні Дональда Баллоха (шотл. — Donald Balloch). У зв'язку з цим більшість його земель були конфісковані королем і передані клану МакКінтош.
У 1497 році клан МакЛарен здійснив напад на землі клану МакДональд з Кеппоха, викрав худобу з Брес Локабер (шотл. — Braes Lochaber). Люди з клану МакДональд з Кеппоха наздогнали викрадачів в місцині, що називається Гленархі (шотл. — Glenurchy). Відбулася битва. Клан МакДональд з Кеппоха переміг і повернув назад свою худобу. Але потім клан МакЛарен отримав підмогу від клану Дугела Стюарта з Епіну — вождя клану Стюарт. Відбулась ще одна битва, де МакЛарен в союзі з кланом Стюарт воював з кланом МакДональд з Кеппоха. Клан МакДональд з Кеппоха вистояв в битві, але втрати були величезні з обох сторін — були вбиті вожді кланів Стюарт та МакДональд з Кеппоха.
XII вождь клану МакДональд з Кеппоха — Олександр був вбитий разом зі своїм братом у 1663 році в місцевості, що називається Тобайр-нан-Кен (гельск. — Tobair-nan-ceann) — в перекладі Колодязь Голів. Це недалеко від Інвернгаррі. Назву пов'язують з тим, що семеро вбивць вождя клану МакДональд з Кеппоха милися тут перш ніж постати перед лордом МакДонеллом з Інвергаррі.
У 1668 році вождь клану МакДональд з Кеппоха брав участь у битві під Марлоу.
У Чорній Книзі Таймоух за 1681 рік є запис про Гіллесбу — вождя клану МакДональд з Кеппоха та про Джона Гласа — першого графа Бредалюейна. Було записано, що вони стримували жителів Бре-Лохабер від нападів на землі інших кланів та інших графств.
Під час повстань якобітів син XVI вождя клану МакДональд з Кеппоха — Александр брав участь у нападі на британських солдат, які в той час готували напад на Гленфіннан. Це був перший напад на урядове військо під час повстання 1745 - 46 років. Клан МакДональд з Кеппоха був залучений до облоги Форту Віл'ям у березні 1746 року. Олександр — XVII вождь клану МакДональд з Кеппоха загинув під час битви під Куллоден у 1746 році.
Посаду вождя клану МакДональд з Кеппоха успадкував його син Ранальд, що став XVIII вождем клану. Його син Річард став XIX вождем клану. Лінія вождів клану була перервана у 1848 році зі смертю Чічестера — ХХІ вождя клану. Відновлення посади вождя клану МакДональд з Кеппоха було відновлено тільки у 2006 році, коли Ранальд Аласдайр МакДональд (шотл. — Ranald Alasdair MacDonald) був визнаний законним спадкоємцем вождів клану згідно рішень гарольдів Шотландії після більше ніж 30 річної суперечки щодо титулу Макк Мік Раонуйлл (гельск. — Mac Mhic Raonuill).
Резиденцією вождів клану МакДональд з Кеппоха був замок Том Харрай Торланді.

## Головні прізвища людей з клану МакДональд з Кеппоха
Aberarder, Achnancoichean, Bohuntine, Clianaig, Cranachan, Dalchosnie, Fersit, Gellovie, Inch, Inverroy, Killiechonate, Murlagan, Tirnadris, Tulloch, Tullochrom.

## Септи клану МакДональд з Кеппоха
Boyle, Burke, Doyle, Drake, Kelly, Kennedy, MacBride, MacDonell, MacGilp, MacGillivantic, MacGlasrich, MacKerrachar, MacKillop, MacMichie, MacPhilip, MacRaney, MacRonald, Mechie, Meekison, Mekie, Michael, Michie, Michieson, O'Donnell, Philip, Philp, Phillip, Phillips, Philipson, Rainnie, Ranald, Ranaldson, Ranney, Rennie, Reynolds, Reynoldson, Ronald, Ronaldson.